# Enrico Serra (antifascista)
Enrico Serra (Imperia, 4 maggio 1921 – Gusen, 2 febbraio 1945) è stato un partigiano italiano.

## Biografia
Enrico Serra nacque a Imperia il 4 maggio 1921; partigiano della II Divisione, IV Brigata operante nella I Zona Operativa Liguria, venne arrestato e rinchiuso nel campo italiano di Fossoli, nel dicembre 1943, in seguito a un'azione partigiana.
Da qui venne poi trasferito con il fratello Nicola e i compagni Raimondo Ricci e Alberto e Carlo Todros nel campo di concentramento di Mauthausen, dove a causa dei terribili stenti, morì il 2 febbraio 1945.